# ラジャブ・ブタエフ
ラジャブ・ユスポビッチ・ブタエフ（Radzhab Yusupovich Butaev、ロシア語: Раджаб Юсупович Бутаев、1993年12月15日 - ）は、ロシアのプロボクサー。ダゲスタン共和国ハサヴユルト出身。元WBA世界ウェルター級レギュラー王者。

## 来歴
2016年3月12日、デビュー戦を2週間前に控えたブタエフはロシアのファイト・プロモーションと契約した。
2016年4月12日、ファイト・プロモーションとの共同プロモーションの形でルー・ディベイラのディベイラ・エンターテイメントと契約した。
2016年11月19日、コネチカット州レッドヤードのフォックスウッズ・リゾート・カジノ内グレート・セダー・ショールームでガボール・ゴルビクスとNABF北米スーパーウェルター級王座決定戦を行い、8回3-0（3者共に80-72）の判定勝ちを収め王座を獲得した。
2019年11月30日、モンテカルロのカジノ・モンテカルロ・サル・メディシンでWBA世界ウェルター級1位のアレクサンデル・ベスプーチンとWBA世界ウェルター級レギュラー王座決定戦とEPBユーラシアウェルター級王座決定戦を行い、12回0-3（3者共112-116）の判定負けを喫し、王座獲得に失敗した。しかし、ドーピング検査のためベスプーチンから事前に採取されたAサンプルから代謝を促進する禁止薬物のリガンドロールが検出され、2020年1月15日に検査された、Bサンプルからもリガンドロールが検出された。
2020年7月4日、上記のリガンドロール検出のドーピング違反を受けWBAはベスプーチンからWBA世界ウェルター級レギュラー王座とEBPユーラシアウェルター級王座を剥奪し、王座決定戦の試合結果を無効試合に変更した。翌日の7月5日にはWBAからヨルデニス・ウガスとアベル・ラモスの間でベスプーチンの王座剥奪によるレギュラー王座の決定戦の交渉を行うように通達し、この勝者がブタエフとの指令戦を行う事を義務付けた。
2020年12月26日、ロサンゼルスのシュレイン・エクスポジション・センターでテリー・チャトウッドと対戦し、3回1分1秒KO勝ちを収めた。
2021年9月16日、WBAはウェルター級で団体内王座統一戦を行うように通達し、レギュラー王者のジャーマル・ジェームスとブタエフで指名試合を行い、スーパー王者のヨルデニス・ウガスとエイマンタス・スタニオニスと対戦した後に、それぞれの勝者で団体内王座統一戦を行うように指令を出した。
2021年10月30日、ラスベガスのミケロブ・ウルトラ・アリーナでWBA世界ウェルター級レギュラー王者ジャーマル・ジェームスと対戦し、9回2分12秒TKO勝ちを収め王座を獲得した。
2022年4月16日、テキサス州のAT&Tスタジアムでエイマンタス・スタニオニスと対戦し、12回判定負けで初防衛に失敗した。

## 獲得タイトル
- NABF北米スーパーウェルター級王座
- WBA世界ウェルター級レギュラー王座（防衛0）